# پاونی (تگزاس)
پاونی (به انگلیسی: Pawnee) یک منطقهٔ مسکونی در ایالات متحده آمریکا است که در شهرستان بی، تگزاس واقع شده‌است. پاونی۱۳٫۶ کیلومتر مربع مساحت و ۱۶۶ نفر جمعیت دارد و ۱۱۷ متر بالاتر از سطح دریا واقع شده‌است.